# Не могу скрити своју бол
Не могу скрити своју бол је поп песма коју је 1976. на Евросонгу у Хагу извела југословенска и босанскохерцеговачка музичка група Амбасадори. Био је то четврти пут да је РТВ Сарајево делегирала југословенског представника на том фестивалу. Аутори песме су Слободан Вујовић који је написао музику и Слободан Ђурашовић који је написао текст, док је оркестром током извођења уживо дириговао маестро Есад Арнауталић.
У финалу Песме Евровизије које је одржано 4. априла, југословенска песма је изведена као последња у конкуренцији 18 композиција, а са свега 10 бодова додељених од стране чланова националних жирија, Амбасадори су заузели претпоследње место. Након тога је Југословенски јавни сервис одлучио да због лоших резултата до даљњег одустане од наступа на Евросонгу.